# 리히텐베르크구
리히텐베르크구(Lichtenberg)는 독일 베를린의 열한 번째 자치구이다. 2001년 베를린 행정 구역 개편으로 과거의 리히텐베르크구, 호엔쇤하우젠구가 합쳐져서 형성되었다.